# Islam i Europa
Islam i Europa är utbredningen av världsreligionen islam i Europa. Under tidig och senare medeltid kom islam kom in på kontinentens områden genom erövringar av europeiska landområden och omfattande konvertering av de besegrade folken, erövringar som senare trycktes tillbaka.
Under 1900-talet och 2000-talet breder islam ut sig mot nordvästeuropa i Skandinavien, Frankrike, Storbritannien, tyskspråkiga länder, Beneluxländer och under senare tid även i Spanien och Italien via invandring.

## Sydvästeuropa - de första erövringarna
Under 700-talet erövrade araberna nästan hela iberiska halvön (motsvarande dagens Spanien och Portugal). Under 800-talet och 900-talet erövrades övergående Sicilien och delar av södra apenninska halvön (dagens Italien). En framstöt mot det frankiska riket stoppades 732 vid slaget vid Poitiers. Det arabiska väldet på den iberiska halvön började trängas tillbaka under Reconquistan under 1200-talet och tog slut 1492 då halvön åter dominerades av kristendomen.

## Sydösteuropa
År 1354 korsade osmanerna Dardanellerna i riktning Europa, erövrade stora delar av Balkan och expanderade mot Wien, som belägrades för första gången år 1529 utan framgång. Efter det andra försöket att erövra Wien år 1683 trycktes osmanerna tillbaka i en stor mängd krig som utkämpades i Sydösteuropa och Mindre Asien fram till 1913. Majoriteten av albaner och bosniaker förblev muslimer efter återerövringen och därmed blev muslimer minoriteter i Balkanländerna.
Muslimer i östra och centrala Europa tog icke-muslimska européer som slavar och sålde dem till arabvärlden.[när?]

## Invandring under 1900-talet och framåt
Den tredje utbredningen av islam i Europa började under 1950-talet då muslimer från Nordafrika, Turkiet och Pakistan arbetsinvandrade till industrialiserade länder i jakt på arbete och blev med tiden betydande minoriteter.
Under 1960-talet medförde den uppåtgående konjunkturen ett ökat behov av arbetskraft vilket även attraherade muslimska migranter. Kolonial historik ledde i flera länder till att muslimska minoriteter etablerade sig. I Storbritannien kom muslimska migranter vanligtvis ifrån Pakistan och Indien, i Frankrike och senare även Spanien etablerade sig betydande minoriteter ifrån Nordafrika. I Tyskland kom muslimer ifrån Turkiet och i Grekland kom de ifrån Albanien. I andra länder som Belgien, Nederländerna, Italien och i Skandinavien var den muslimska befolkningen från många olika ursprungsländer utan en tydlig övervikt från något enskilt ursprungsland. Arbetskraftsinvandrarna kom ofta från lantliga förhållanden, saknade ofta mer än enklare utbildning och var starkt präglade av hemlandets religiösa och familjeideal.
Muslimer är (2013) i majoritet i Albanien, större delarna av Bosnien och Hercegovina, norra Cypern, Kosovo samt i vissa av Bulgariens, Makedoniens och Greklands provinser.
År 2013 uppskattades mellan 35 och 53 miljoner muslimer bo i Europa vilket utgjorde mellan 5 och 8 procent av befolkningen varav en tredjedel i Ryssland och knappt 6 miljoner i Turkiets europeiska del.
Enligt Wissenschaftszentrum Berlin für Sozialforschung(de) från år 2016 visade att muslimska invandrare i Europa hade lägre förvärvsfrekvens än majoritetsgrupperna. Diskriminering och islamofobi anges ofta som orsaker, men studien visade att arbetsmarknadsdeltagandet bland muslimska män och kvinnor i första hand påverkades av sociokulturella faktorer som bristande språkfärdigheter, bristande inter-etniska kontakter och traditionell syn på könsroller. Arbetsgivares diskriminering hade en liten påverkan på arbetsmarknadsdeltagandet för muslimer.